# Museo prefetturale di Tokushima
IL Tokushima Prefectural Museum (徳島県立博物館?, Tokushima Kenritsu Hakubutsukan) è un museo prefettizio di Tokushima, in Giappone, dedicato alla natura, all'archeologia, alla storia, al folklore e all'arte della prefettura di Tokushima. È stato aperto per la prima volta nel 1959 e riaperto in una nuova sede nel 1990.